# 콜레르파 탁시폴리아
콜레르파 탁시폴리아(Caulerpa Taxifolia)는 "킬러 알게"(Killer Algae)라고도 불리는 인도양에 서식하는 옥덩굴속의 해초류이다.
독일의 한 동물원 내 수족관으로 조경용으로 전시되었다. 이후 모나코의 한 아쿠아리움으로 이동된 후 청소 중 관리자의 실수로 지중해에 풀어지면서, 지중해 및 아드리아해의 생태계 파괴종이 되었다. 이후 이종교배를 거치며 지중해의 환경에 적응하게 된 콜레르파 탁시폴리아 (이하 "킬러 알게")는 원래 환경에 살던 해초류의 성장을 방해하며 토종 물고기에게 독성을 나타내는 등 지중해의 환경을 초토화 시킨다.
콜레르파 탁시폴리아는 일본 앞 바다에서도 일부 서식하는 것으로 알려져 있지만, 저온의 해수에는 적응하지 못해 지중해에서와 같이 번식을 하지 못한다고 한다.